# John Kay (músico)
Joachim Fritz Krauledat, conhecido pelo nome artístico de John Kay (Tilsit, 12 de abril de 1944), é um músico canadense. Ele é o guitarrista e vocalista da banda Steppenwolf.

## Biografia
Kay nasceu na Alemanha, na parte então chamada Prússia Oriental em 12 de abril de 1944, mas foi criado em Toronto, no Canadá. Desde a adolescência, gostava muito de música, inclusive começou a trabalhar em uma rádio amadora, onde podia até tocar seu ritmo preferido, o rock. Kay tocava blues acústico nos bares de Toronto. Graças a essas pequenas apresentações, Kay foi convidado, em 1965, a fazer parte da banda de blues, Sparrow. Eles tocaram em Nova Iorque e San Francisco, e após dois anos de tentativa de lançar um disco, a banda terminou.
Kay resolveu ir para Los Angeles, onde o produtor Gabriel Mekler, do selo ABC-Dunhill o incentivou a criar a sua própria banda e prometeu lançar um trabalho pela gravadora. Kay juntou alguns músicos que ele havia conhecido enquanto estava no Sparrow e montou o Steppenwolf. A banda era formada pelos  americanos Michael Monarch (guitarra), Goldy McJohn (teclado) e os canadenses Rushton Moreve (baixo) e Jerry Edmonton (bateria). Nesta época, o grupo lançou o primeiro single, "Born to Be Wild". A letra era do baterista da banda, Jerry, e do irmão, o ex-vocalista do Sparrow, Dennis Edmonton.
No ano seguinte, a canção entrou na trilha sonora do filme Sem Destino, de Dennis Hopper, e se tornou um clássico. O fôlego da canção era mais do que suficiente para garantir o sucesso do primeiro álbum, que levou o nome do grupo. Antes do lançamento, o Steppenwolf enfrentou a saída do baixista Moreve, mas logo colocou John Morgan no lugar. Embalado pela música "Born to Be Wild", o disco foi o segundo mais vendido nos Estados Unidos.

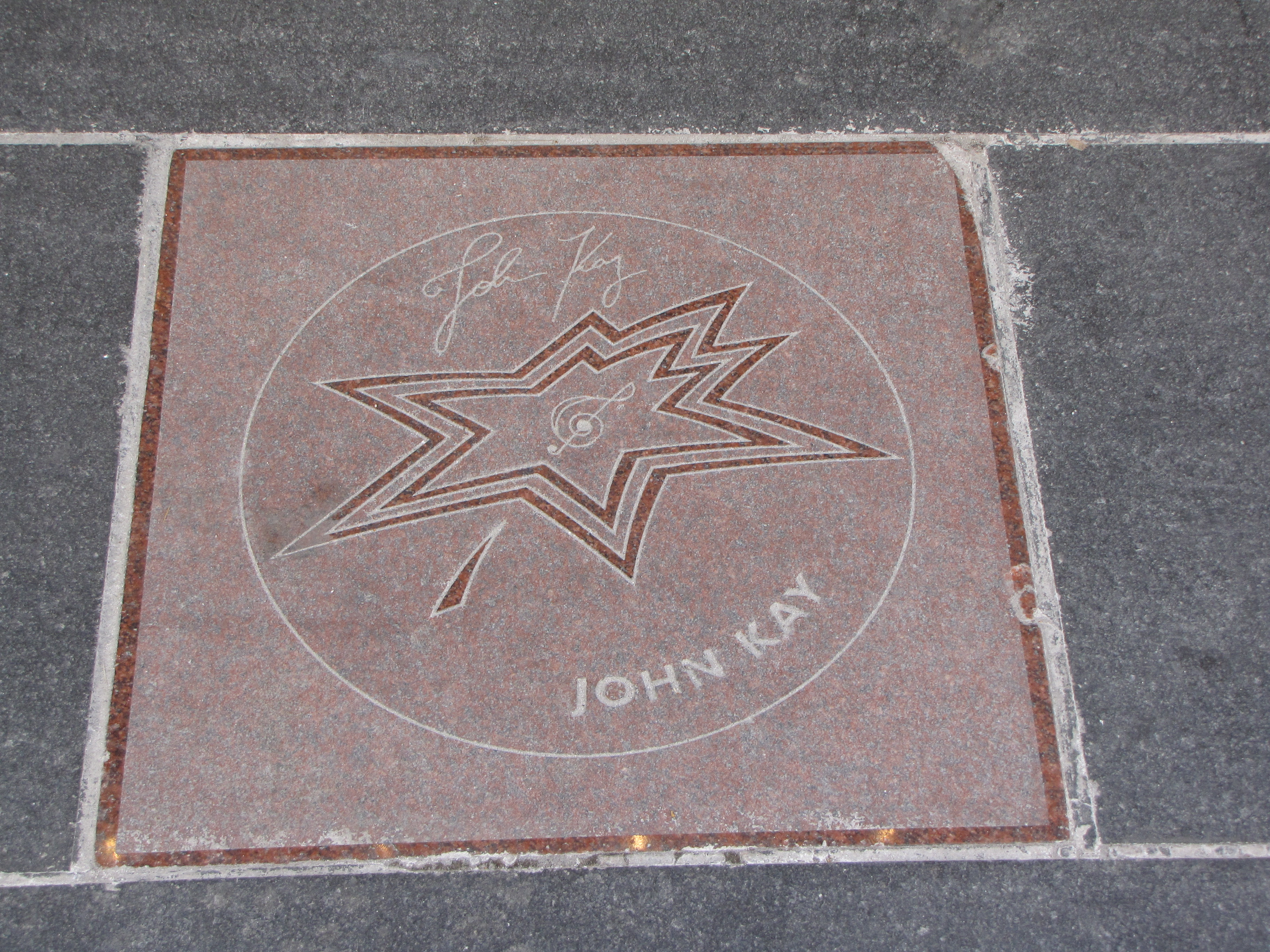
Estrela de John Kay na Calçada da fama do Canadá.

Ainda em 1968 saiu o álbum The Second e, no ano seguinte, At Your Birthday Party. O público aprovou os novos lançamentos e mais duas músicas viraram hits: "Rock Me" e "Magic Carpet Ride". Mas uma segunda baixa no grupo começou a criar problemas para o Steppenwolf, desta vez eles perderam o guitarrista e o baixista. Larry Byron e Nick St. Nicholas assumiram os postos vagos. O grupo não queria perder a força e logo voltou a compor para um novo trabalho. As letras sobre drogas, preconceito e política fizeram de Monster um marco na carreira da banda. O sucesso do disco não evitou uma crise interna em conseqüência das recentes saídas e Kay decidiu acabar com o Steppenwolf em 1972. Ele seguiu uma promissora carreira solo.
A curta volta em 1974 resultou em dois novos álbuns, Slow Flux e Hour of the Wolf, mas não repetiram nem de longe o sucesso que Steppenwolf fazia. Quatro anos depois do retorno, Kay descobriu que um grupo estava usando o nome deles em turnês nos Estados Unidos. Foi aí, então, que ele decidiu mudar o nome da banda para "John Kay and Steppenwolf". A década de 1980 foi uma grande luta para eles fixarem o novo nome.
Ainda na década de 1980, Kay voltou a se dedicar a novos projetos e preferiu deixar o grupo. Mesmo assim, o grupo não parou e quem assumiu os vocais foi Danny Johnson. A volta de Kay aconteceu só em 1994, quando o grupo fez um concerto na Alemanha, terra natal do vocalista. Dois anos depois eles lançaram um trabalho novo, Feed the Fire, considerado um dos álbuns mais pesados da carreira.
Vários discos com os maiores sucessos e versões ao vivo foram lançados durante a carreira do Steppenwolf para satisfazer os fãs. Mesmo sem apresentar periodicamente novos discos, o grupo continua até hoje a embalar shows com os grandes sucessos, principalmente do início da carreira. Um exemplo disso foi a última visita deles ao Brasil, em 2004. O grupo acumula, em mais de 35 anos de carreira, 30 milhões de discos vendidos no mundo.